# Belmonte de Tajo
Belmonte de Tajo er en by og kommune i det centrale Spanien i Madrid-regionen. Den har et indbyggertal på 1.917 (2024) indbyggere.